# La verità è che non gli piaci abbastanza
La verità è che non gli piaci abbastanza (He's Just Not That into You) è un film del 2009 diretto da Ken Kwapis.
Pellicola statunitense, adattamento cinematografico dell'omonimo libro scritto da Greg Behrendt e Liz Tuccillo, già sceneggiatori di Sex and the City, che si sono ispirati all'episodio della sesta stagione Il silenzio è d'oro.
Il film è stato distribuito in Italia a partire dal 20 marzo 2009.

## Trama

### Gigi, Conor e Alex
Se lui non ti chiama…
A Baltimora, Gigi è una ragazza totalmente incapace di capire se gli uomini con cui esce siano seri o la prendano in giro, in quanto convinta sin da piccola che se un ragazzo ti maltratta significa che gli piaci. Dopo l'ennesimo appuntamento fallito con Conor Barry, un agente immobiliare chiaramente non interessato a rivederla, Gigi conosce e fa amicizia con Alex, il proprietario del bar in cui ha incontrato Conor, nonché amico di quest'ultimo. Alex, vedendola triste, inizia ad aiutarla a capire i cosiddetti "segnali" per rendersi conto se un uomo è interessato a lei, se voglia solo un'avventura o se sia serio. La lezione più importante è non prendere come modello situazioni in cui certe donne abbiano trovato la felicità con un uomo che inizialmente non sembrava affatto interessato, in quanto quelle sono eccezioni, mentre la regola è "se un uomo non ti chiama, non vuole chiamarti."
Gigi, dopo aver guardato un film romantico, si convince che Alex sia innamorato di lei e che la stia aiutando solo come scusa per conquistarla ma, quando ci prova, lui la respinge dicendole che non ha imparato ciò che le ha insegnato, in quanto se un uomo prova dei sentimenti agisce per stare con la ragazza in questione, cosa che lui non ha fatto perché lei non gli interessa. Gigi, arrabbiata, risponde che preferisce essere così anziché come lui, che si tiene a distanza da ogni impegno serio restando infine sempre solo. Solo dopo questo litigio Alex si rende conto di provare qualcosa per Gigi e, dopo svariati giorni, si presenta a casa di lei per dichiarale i suoi sentimenti e i due si baciano.

### Janine, Ben e Anna
Se lui ti tradisce…
Janine, collega di Gigi, è stressata a causa dei lavori di ristrutturazione della sua casa mentre suo marito, Ben, è attratto da Anna, un'istruttrice di yoga e aspirante cantante conosciuta per caso al supermercato. Lavorando nel mondo della musica, Ben le propone di aiutarla a dare inizio ad una carriera come cantante. Ben si sente subito in colpa per la sua attrazione, ma Anna gli dice che possono essere semplicemente amici. Anna, però, inizia a nutrire speranze di una relazione quando scopre che Ben si è sposato solo perché Janine gli dette un ultimatum: il matrimonio o la rottura. Ben non si sentiva pronto a sposarsi, ma per non perderla accettò di sposarla. Alla fine, Ben cede alla seduzione di Anna e i due finiscono a letto.
Ben confessa poi l'infedeltà alla moglie, che lo accusa anche di aver ricominciato a fumare dopo aver trovato un pacchetto di sigarette in casa (suo padre è morto di cancro ai polmoni). Ben nega di aver fumato e poi le dice di aver chiesto al suo amico Neil di stare in barca da lui per un po', ma Janine sembra intenzionata a salvare il matrimonio. Janine, parlando con Gigi, rivela di sentirsi responsabile perché costrinse Ben a sposarla pur sapendo che egli non fosse ancora pronto a quel passo. Ben, nel frattempo, fa avere un provino ad Anna da un suo collega, che le dice che ha talento e la possibilità di iniziare davvero una carriera musicale. Felicissima, Anna inizia a baciare Ben nel suo ufficio per fare l'amore, ma l'arrivo di Janine la costringe a nascondersi nell'armadio. Janine seduce il marito che, non riuscendo a respingere la moglie, fa sesso con lei. Alla fine del rapporto, una volta che Janine se ne va, Anna è colma di disgusto verso Ben per la sua mancanza di spina dorsale e mette fine alla loro relazione. A casa, Janine trova un pacchetto di sigarette nei pantaloni di Ben e, furiosa, chiede il divorzio. In seguito, Janine va a vivere da sola in un appartamento mentre Anna inizia la sua carriera canora.

### Conor, Anna e Mary
Se lei non viene a letto con te…
Anna e Conor hanno una relazione amichevole che ogni tanto si spinge al sesso, ma quando Anna si interessa a Ben smette di concedersi all'amico, che sembra invece più interessato ad una storia con lei e non riesce a farla tornare a sé. Dopo che la storia con Ben finisce male, Anna è vulnerabile e accetta la proposta di Conor di una relazione seria, ma quando si prospetta l'idea di vivere insieme in una casa unica, i due si rendono conto che non vogliono davvero stare insieme e decidono di tornare ad essere semplici amici.
Mary, un'amica di Anna, lavora nella pubblicità e, come Gigi, conosce tanti uomini senza mai concludere nulla, in quanto sfrutta soprattutto i siti internet, il telefono e Myspace. Aiuta inoltre Conor a promuovere il suo giro di vendita di case sentendolo per telefono. Dopo averlo incontrato per caso e avendolo riconosciuto da una foto, Mary gli telefona e si presenta di persona, decidendo finalmente di smettere con le interazioni a distanza. I due iniziano ad uscire insieme e si innamorano felicemente.

### Beth e Neil
Se lui non ti sposa…
Una collega di Gigi e Janine, Beth, vive col suo ragazzo Neil, con cui sta insieme da sette anni. Beth vorrebbe sposarsi, ma Neil non è d'accordo perché non crede nel matrimonio, in quanto secondo lui la gente si sposa solo perché è insicura che il rapporto duri e che quindi voglia ufficializzarlo in qualche modo. Beth, dopo aver parlato con Gigi e Janine, decide di affrontare Neil similmente a come fece Janine con Ben, dandogli lo stesso ultimatum: matrimonio o rottura. Neil ribadisce di non volersi sposare e così viene lasciato. Ben parla con Neil di come non avrebbe voluto sposarsi e di come gli uomini tendano a non volere il matrimonio perché non riescono a legarsi ad una donna, ma Neil ribadisce che non desidera nessuna donna tranne Beth e che il matrimonio non c'entra nulla.
Al matrimonio della sua sorella più giovane, Beth si sente ancora più triste nel vedere come sia l'unica di famiglia non sposata, ma durante il ricevimento suo padre Ken ha un infarto, fortunatamente non fatale, ma che lo costringe a letto per un po'. Beth si occupa di lui e della casa mentre le sue sorelle non fanno nulla e i loro mariti restano incollati alla tv e mangiano a sbafo senza muovere in dito a loro volta, con il neo marito della sorella che pensa già alla possibilità di farsi dare i dischi rari del suocero convalescente senza alcun interesse per la sua salute. Lo stress porta Beth ad un passo da un crollo nervoso, quando trova di colpo Neil mentre fa le pulizie e con le varie commissioni e la spesa fatte. Neil chiarisce di aver saputo dell'accaduto e di aver voluto dare una mano, ma Beth lo abbraccia con trasporto, felice della sua presenza.
Beth, infine, spiega a Neil di aver capito come quest'ultimo, pur non essendo sposato, si comporta molto più da marito con lei di quanto tanti altri uomini sposati facciano, la sola differenza è che non ha un anello al dito. La donna accetta il desiderio di Neil di non sposarsi e gli promette che finché saranno insieme non le interesserà più il matrimonio. Neil, in seguito, la sorprende facendole la proposta e Beth, commossa, accetta e i due convolano a nozze sulla barca di Neil.

## Accoglienza

### Incassi
Il film ha realizzato nelle sale cinematografiche statunitensi incassi pari  93953653 $. In Italia ha totalizzato un incasso di circa 1000000 € secondo i dati Cinetel nel primo week-end di programmazione e 2.7 milioni di euro nelle prime cinque settimane di programmazione. Complessivamente in tutto il mondo la pellicola ha incassato circa 178400000 $, a fronte di un budget per la realizzazione di 40 milioni di dollari.